# Unitățile școlare din Vaslui
Partimoniu cultural educativ al municipiului Vaslui.

## Învățământ preuniversitar

### Învățământ preșcolar
- Grădinița cu program normal Nr. 1 „Luceafărul Copiilor” / str. Ștefan cel Mare nr. 60;
- Grădinița cu program prelungit Nr. 3 „Țara Piticilor” / str. Gheorghe Racoviță nr. 191;
- Grădinița cu program prelungit Nr. 5 „Căsuța Fermecată” / str. Avantului nr. 19;
- Grădinița cu program prelungit Nr. 6 „Elena Farago” / str. Dimitrie Bolintineanu nr. 1;
- Grădinița cu program prelungit Nr. 8 „Licurici” / str. Peneș Curcanu nr. 1;
- Grădinița cu program prelungit Nr. 9 „Veselia” / str. Ștefan cel Mare nr. 61;
- Grădinița cu program prelungit Nr. 14 / str. Călugăreni nr. 63 (lângă Agenția pentru Protecția Mediului);
- Grădinița cu program prelungit Nr. 15 „Dumbrava Minunată” / str. Eternității nr. 2;
- Grădinița cu program prelungit Nr. 17 „Voinicelul” / str. Mareșal C-tin Prezan nr. 1;
- Grădinița cu program prelungit Nr. 18 / str. Victor Babeș nr. 1;
- Grădinița cu program prelungit Nr. 19 „Micuța Picasso” / str. Păcii nr. 1;
- Grădinița cu program prelungit Nr. 21 „Lumea Copilăriei” / str. Biruinței nr. 1;
- Grădinița cu program normal, Viișoara.
- Gradinita particulara cu program prelungit: "Castelul copiilor" /Gura Bustei

### Învățământ gimnazial
- Școala cu clasele I - VIII Nr. 1 „Al. Ioan Cuza” / str. Racova (Piața Traian);
- Școala cu clasele I - VIII Nr. 2 „Dimitrie Cantemir” / str. Ștefan cel Mare nr. 193;
- Școala cu clasele I - VIII Nr. 3 „Constantin Parfene” / str. Mihail Kogălniceanu;
- Școala cu clasele I - VIII Nr. 4 „Elena Cuza” / str. Andrei Șaguna;
- Școala cu clasele I - VIII Nr. 5 „Ștefan cel Mare” / str. Mareșal C-tin Prezan (lângă Confecții);
- Școala cu clasele I - VIII Nr. 6 „Mihai Eminescu / str. Ștefan cel Mare nr. 60”;
- Școala cu clasele I - VIII Nr. 7 „Constantin Motaș” / str. Cuza Vodă;
- Școala cu clasele I - VIII Nr. 8 „Alexandra Nechita” / str. Păcii;
- Școala cu clasele I - VIII Nr. 9 „Vasile Alecsandri” / str. Biruinței;
- Școala cu clasele I - VIII Nr. 10 „Mihail Sadoveanu” / str. Victor Babeș (cart. 13 decembrie);
- Școala cu clasele I - IV suburbia Bahnari;
- Școala cu clasele I - VIII suburbia Brodoc;
- Școala cu clasele I - VIII suburbia Gura Bustei;
- Școala cu clasele I - VIII „Ion Creangă” suburbia Moara Grecilor / str. Gheorghe Doja nr. 5;
- Școala ajutătoare / str. Spitalului (spatele SJU);
- Centrul școlar pentru educație incluzivă „Constantin Pufan” / str. Miron Costin (lângă Școala Nr. 3);
- Centrul școlar pentru educație incluzivă „Aurora” Arhivat în 31 august 2017, la Wayback Machine.; / str. Filaturii nr. 1 (cart. 13 decembrie);

### Învățământ liceal
- Colegiul Economic „Anghel Rugină” / str. Ștefan cel Mare (lângă Casa Corpului Didactic);
- Grupul Școlar de Cooperație Arhivat în 5 ianuarie 2009, la Wayback Machine. / str. Eternității.
- Liceul Tehnologic „Ion Mincu” Arhivat în 6 ianuarie 2014, la Wayback Machine. / str. Castanilor nr. 6 (lângă ISU);
- Grupul Școlar Industrial „Ștefan Procopiu” / str. Castanilor; nr.3
- Liceul cu Program Sportiv
- Liceul Teoretic „Emil Racoviță” / str. Hușului nr. 48;
- Liceul Teoretic „Mihail Kogălniceanu” / str. Mihail Kogălniceanu;
- Școala Postliceală Sanitară.